# Golden Glades
Golden Glades ist  ein census-designated place (CDP) im Miami-Dade County im US-Bundesstaat Florida mit 32.499 Einwohnern (Stand: 2020).

## Geographie
Golden Glades grenzt an folgende Städte (im Uhrzeigersinn, beginnend im Westen): Opa-locka, Miami Gardens, North Miami Beach und North Miami. Der CDP liegt etwa 10 km nördlich von Miami.
Nach Golden Glades ist ein bedeutender Verkehrsknotenpunkt benannt. An dieser Stelle zweigen die Schnellstraßen Florida’s Turnpike (SR 91) und Palmetto Expressway (SR 826) von der Interstate 95 ab, zudem kreuzen der U.S. Highway 441 sowie die Florida State Roads 7 und 9 an dieser Stelle. Außerdem wird Golden Glades von den State Roads 915 und 916 gekreuzt. Der Ort besitzt auch eine direkt am Knotenpunkt gelegene Bahnstation der Tri-Rail an der Bahnstrecke von Miami nach Mangonia Park, der auch von den Fernbussen der Greyhound Lines bedient wird.

## Demographische Daten
Laut der Volkszählung 2010 verteilten sich die damaligen 33.145 Einwohner auf 10.945 Haushalte. Die Bevölkerungsdichte lag bei 2609,8 Einw./km². 19,4 % der Bevölkerung bezeichneten sich als Weiße, 72,8 % als Afroamerikaner, 0,3 % als Indianer und 1,6 % als Asian Americans. 2,9 % gaben die Angehörigkeit zu einer anderen Ethnie und 3,1 % zu mehreren Ethnien an. 18,5 % der Bevölkerung bestand aus Hispanics oder Latinos.
Im Jahr 2010 lebten in 45,8 % aller Haushalte Kinder unter 18 Jahren sowie 25,3 % aller Haushalte Personen mit mindestens 65 Jahren. 73,7 % der Haushalte waren Familienhaushalte (bestehend aus verheirateten Paaren mit oder ohne Nachkommen bzw. einem Elternteil mit Nachkomme). Die durchschnittliche Größe eines Haushalts lag bei 3,28 Personen und die durchschnittliche Familiengröße bei 3,78 Personen.
28,7 % der Bevölkerung waren jünger als 20 Jahre, 27,7 % waren 20 bis 39 Jahre alt, 27,5 % waren 40 bis 59 Jahre alt und 15,1 % waren mindestens 60 Jahre alt. Das mittlere Alter betrug 34 Jahre. 47,4 % der Bevölkerung waren männlich und 52,6 % weiblich.
Das durchschnittliche Jahreseinkommen lag bei 38.033 $, dabei lebten 24,0 % der Bevölkerung unter der Armutsgrenze.
Im Jahr 2000 war Englisch die Muttersprache von 44,28 % der Bevölkerung, haitianisch sprachen 31,35 % und 24,37 % hatten eine andere Muttersprache.